# Wilhelm Lüders
Wilhelm Benedikt Lüders oder Lueders (auch Wilhelm Benedict Lüders; * 24. Mai 1838 in Schleswig (Öhr); † 12. Oktober 1917 ebenda) war ein deutscher Rechtswissenschaftler.

## Leben
Wilhelm Lüders war ein Urenkel des Agrarreformers Philipp Ernst Lüders und Onkel der Politikerin Marie-Elisabeth Lüders. Er war der Sohn des Regierungsrates Peter Lüders und seiner Ehefrau Johanna Elisabeth, geb. de Boor. Im Zusammenhang mit der schleswig-holsteinischen Erhebung suchte und fand sein aus dem Herzogtum Schleswig stammender in den 1850er-Jahren mit der Familie politisches Asyl im Herzogtum Holstein.
Wilhelm Lüders absolvierte das Kieler Gymnasium. Er studierte von 1855 bis 1857 Rechtswissenschaften an der Universität Kiel, bevor er zunächst an der Universität Leipzig, dann an der Universität Bonn sein Studium fortsetzte. 1859/1860 war er erneut an der Universität Kiel. Anschließend wechselte er zum weiteren Studium an die Universität Heidelberg. Am 22. Juni 1864 erfolgte dort seine Promotion zum Doktor der Rechte. Ebenfalls 1864 habilitierte er sich an der Juristischen Fakultät in Heidelberg. Anschließend lehrte er bis 1866 dort als Privatdozent.
Wilhelm kehrte 1866 nach Kiel zurück und war dort bis 1899 als Rechtsanwalt und Justizrat tätig. Danach hielt er sich in einem Klinikum in Schleswig auf. 1892 veröffentlichte er Bruchstücke und Bausteine, das an preußische und Reichsbehörden gerichtete Eingaben, Vorstellungen und Denkschriften des Verfassers aus den Jahren 1864–1890 enthält.

## Werke
- Ueber die Vereinigung des Fleckens Brunswick mit der Stadt Kiel, Homann, Kiel 1862.
- Das Gewohnheitsrecht auf dem Gebiete der Verwaltung, Homann, Kiel 1863 (Dissertationsschrift).
- Ueber den Ursprung der vierzigjährigen Verjährung der speciales in rem actiones mit besonderer Rücksicht auf c. 2. Cod. quae sit longa consuetudo, Bangel & Schmitt, Heidelberg 1864 (Habilitationsschrift).
- Zur Kritik des Staatsgrundgesetzes vom 15. Sept. 1848, Schwers, Kiel 1868.
- Bruchstücke und Bausteine, Homann, Kiel 1892.